# NGC 3051
NGC 3051 (również PGC 28536) – galaktyka eliptyczna (E/SB0), znajdująca się w gwiazdozbiorze Pompy. Odkrył ją John Herschel 24 marca 1835 roku.